# Вальдрах
Вальдрах (нем. Waldrach) — община в Германии, в земле Рейнланд-Пфальц.
Входит в состав района Трир-Саарбург. Подчиняется управлению Рувер.  Население составляет 1995 человек (на 31 декабря 2010 года). Занимает площадь 12,45 км².

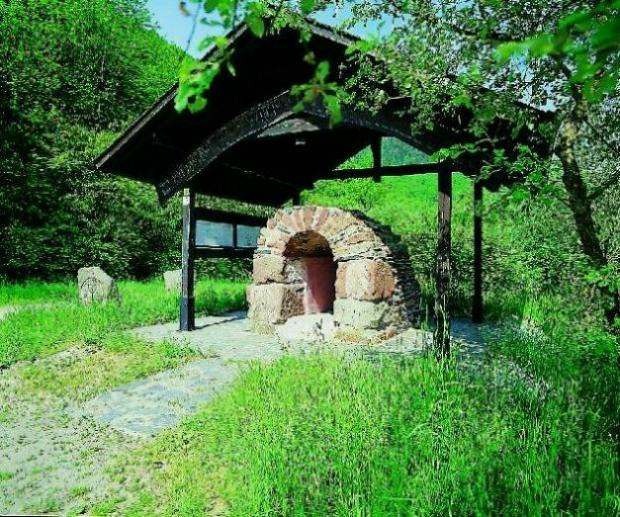
Вальдрах